# Paul Bryant
Paul Bryant (22 septembre 1933 à Asbury Park et mort le 4 décembre 2009 à Los Angeles) est un organiste de jazz américain qui vécut sur la Côte Ouest. Il apprit d'abord le piano, puis se mit à l'orgue électrique. Il s'associa avec le saxophoniste Curtis Amy avant de diriger son propre groupe qui comprit le saxophoniste William Green, le guitariste Johnny Kirkwood, et les batteurs Jimmy Miller et Johnny Kirkwood. Il a été très actif durant les années 60.
En plus de ses albums avec Curtis Amy et Johnny Griffin, Paul Bryant a enregistré trois excellents albums s'entourant de musiciens tels que Plas Johnson, Jim Hall, Clarence "Gatemouth" Brown.

## Discographie
- Burnin' (Pacific Jazz, 1960)
- Curtis Amy: The blues message (Pacific Jazz, 1960)
- Curtis Amy: Meetin' here (Pacific Jazz, 1961)
- Johnny Griffin: Grab this ! (Riverside, 1962)
- Something's happening (Fantasy, 1963)
- Howard Roberts: Color him funky (Capitol, 1963)
- Groove time (Fantasy, 1964)